# Església Ortodoxa Ucraïnesa (Patriarcat de Moscou)
|  | No s'ha de confondre amb Església Ortodoxa Ucraïnesa (Patriarcat de Kíev). |

L'Església Ortodoxa Ucraïnesa (en ucraïnès: Українська Православна Церква, en rus: Украинская Православная Церковь) és una Església Ortodoxa autònoma d'Ucraïna sota jurisdicció eclesiàstica del Patriarcat de Moscou. Per a distingir-la d'altres esglésies de denominació semblant, acostuma a identificar-se amb l'afegit de Patriarcat de Moscou, essent a Ucraïna l'església amb més reconeixement canònic per part de les altres esglésies ortodoxes autocèfales. El primat de l'església porta el títol de Metropolità de Kíiv i tota Ucraïna.
Durant l'existència de l'Església Ortodoxa Autocèfala Ucraïnesa (EOAU) i l'Església Ortodoxa Ucraïnesa (Patriarcat de Kíiv) (EOU-PK), només l'EOU-PM va gaudir del reconeixement de la comunitat cristiana ortodoxa de tot el món, fins a l'11 d'octubre de 2018, quan el Patriarcat Ecumènic de Constantinoble va aixecar l'excomunió que afectava l'EOAU i l'EOU-PK. Posteriorment, el 2 de novembre de 2018, es va clarificar que el Patriarcat Ecumènic no reconeixia ni l'EOAU ni l'EOU-PK com a legítimes i que els seus respectius líders no eren reconeguts com a primats de les seves esglésies.
El 2018, el 42,7% dels creients ortodoxos d'Ucraïna es declaraven feligresos de l'Església Ortodoxa Ucraïnesa del Patriarcat de Kíiv. El gener del 2019, en una investigació duta a terme conjuntament per tres centres d'estudis sociològics d'Ucraïna, el 70,7% dels 11.000 enquestats es declarava cristià ortodox. El 43,9% d'aquests va dir ser feligrès de la unificada Església Ortodoxa d'Ucraïna, el 38,4% va afirmar ser simplement ortodox i el 15,2% era seguidor de l'Església Ortodoxa Ucraïnesa del Patriarcat de Moscou.
Des de la invasió russa d'Ucraïna del 2022, l'EOU-PM ha estat sota sospita de col·laborar amb Rússia. El govern ucraïnès va forçar-la a abandonar el seu lloc més sagrat, el Monestir de les Coves de Kíiv, fet al qual s'hi van resistir a finals de març del 2023. Una investigació va fer avinent que una vintena de càrrecs canònics disposaven de passaport rus. L'església va acusar el govern ucraïnès de persecució religiosa. A partir de l'abril, algunes províncies van començar a prohibir les activitats de l'església, com foren els casos de Khmelnitski, Rivne i Volínia.
El novembre de 2023 el govern d'Ucraïna va iniciar un procés penal contra el patriarca Ciril, cap de l'Església Ortodoxa Russa, per promoure suposadament la invasió d'Ucraïna per part de la Federació Russa i negar els suposats crims de guerra.
El 24 d'agost de 2024, el president ucraïnès Volodímir Zelenski va signar una llei que va prohibir les activitats de les organitzacions religioses vinculades amb Rússia a Ucraïna. Aquesta llei tenia com a objectiu principal prohibir l'actuació de l'Església Ortodoxa Russa i altres organitzacions religioses afiliades, així com evitar la propaganda de la ideologia del "món rus". La llei va entrar en vigor l'endemà de la seva publicació. Tot i que no l'especifica explícitament, aquesta llei podria afectar significativament les activitats de l'EOU-PM.